# Veľaty
Veľaty (Hongaars: Velejte) is een Slowaakse gemeente in de regio Košice, en maakt deel uit van het district Trebišov.
Veľaty telt 834 inwoners.